# Adencyrtus
Adencyrtus is een geslacht van vliesvleugeligen uit de familie Encyrtidae. De wetenschappelijke naam van dit geslacht is voor het eerst geldig gepubliceerd in 1977 door Prinsloo.

## Soorten
Het geslacht Adencyrtus omvat de volgende soorten:
- Adencyrtus afer Prinsloo, 1977
- Adencyrtus callainus Prinsloo, 1977
- Adencyrtus pictus Prinsloo, 1977